# Партечипацио, Орсо I

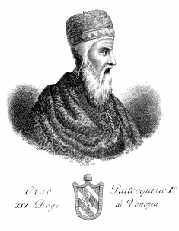
Орсо I Партечипацио

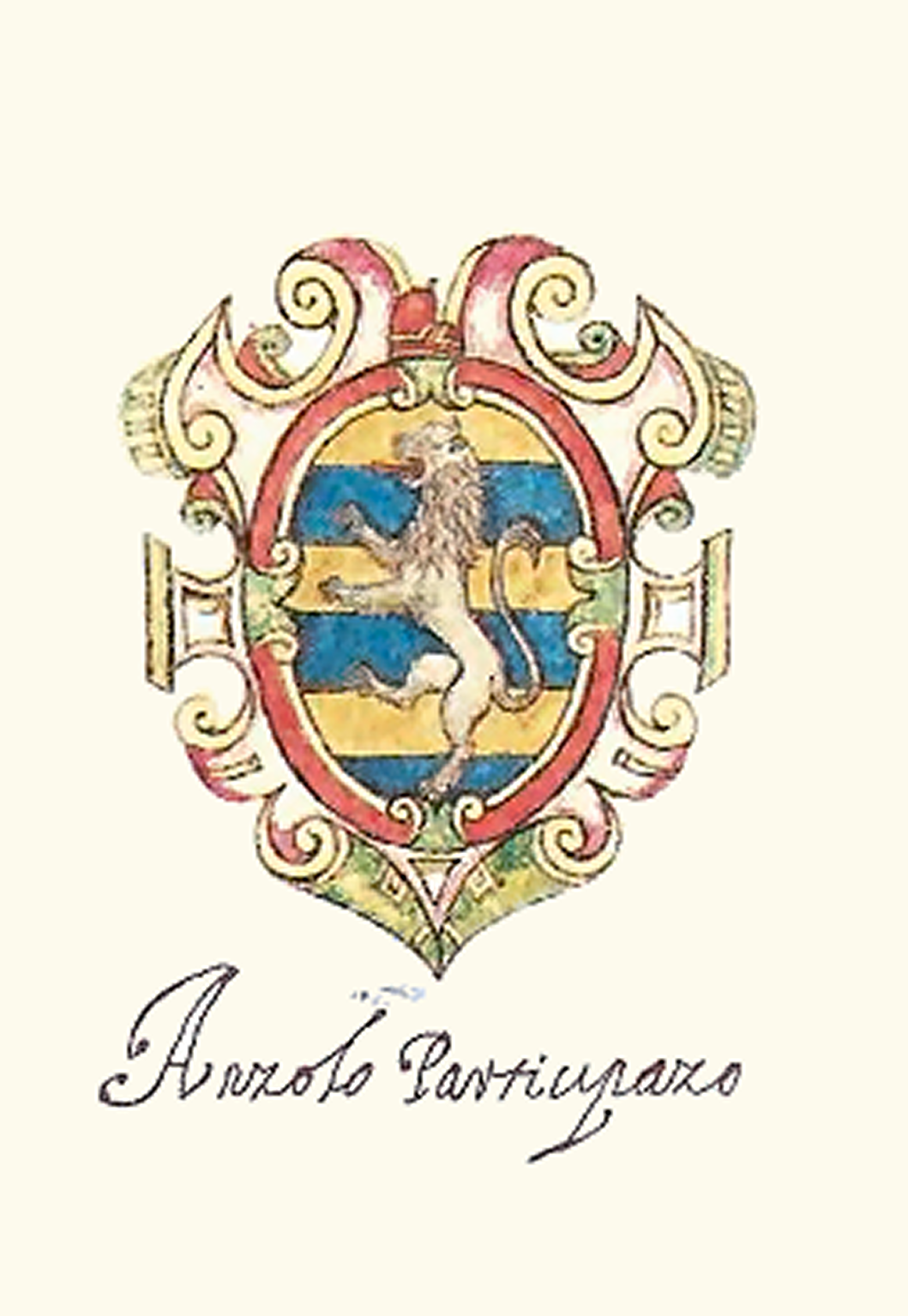
Герб рода Партечипацио

Орсо I Партечипацио (умер в 881) — 14-й венецианский дож (864—881).
Был избран дожем сразу же после гибели Пьетро Традонико. К концу 864 года убийцы дожа были найдены, арестованы, переданы суду и обезглавлены. 
Продолжал боевые действия против сарацин и неретвских пиратов. 
Орсо I умер естественной смертью в 881 году.